# Hokuhoku Financial Group
Hokuhoku Financial Group — японская финансовая группа, расположенная в городе Тояма на острове Хоккайдо.
Группа образовалась 26 сентября 2003 года объединением Hokuriku Bank и Hokkaido Bank. Hokuriku Bank был основан в 1877 году, а Hokkaido Bank — в 1951 году.
На острове Хоккайдо у группы 161 отделение, из них 151 в округе Хукурику, включающего префектуры Тояма (93 отделения), Исикава (36 отделений) и Фукуи (22 отделения). Ещё 20 отделений имеются в других регионах Японии. Зарубежные представительства имеются в Нью-Йорке, Южно-Сахалинске, Владивостоке, Лондоне, Сингапуре, Бангкоке, Даляне, Шанхае и Шэньяне.
На 31 марта 2020 года активы группы составляли 13,64 трлн иен ($125 млрд), из них 8,66 трлн пришлось на выданные кредиты, 2,73 трлн — на наличные и краткосрочные депозиты в банках, 1,82 трлн — на ценные бумаги; принятые депозиты составили 11,64 трлн иен. Активы Hokuriku Bank составили 8,11 трлн, Hokkaido Bank — 5,5 трлн.